# Nightmare as a Child
Nightmare as a Child este episodul 29 al serialului Zona crepusculară. A fost difuzat inițial pe 29 aprilie 1960 pe CBS.

## Prezentare

### Introducere
| “ | Luna noiembrie, ciocolată caldă și apariția unui chip de copil. Acestea sunt ingredientele îndoielnice ale emoției umane, o emoție, să zicem, asemenea - fricii. Dar din moment în moment, această femeie, Helen Foley, va înțelege frica. Va înțelege care sunt elementele terorii. O fetiță o va lua de mână și ghida într-un coșmar. | ” |

### Intriga
O profesoară pe nume Helen Foley întâlnește o fată ciudată și foarte serioasă numită Markie pe scara din fața apartamentului său. Copila pare să o cunoască și încearcă să-i reamintească de un bărbat pe care l-a văzut mai devreme în acea zi.
Bărbatul în cauză ajunge la ușa Helenei, în timp ce Markie, speriată, iese pe ușa din spate. Domnul care sosește este Peter Selden; îi spune că a lucrat pentru mama sa când Helena era copil și a fost primul care a descoperit trupul mamei sale ucise Aceasta a fost martoră la crimă, însă și-a reprimat amintirile⁠(d). Când Helen o menționează pe Markie, Selden îi spune că aceasta era porecla ei în copilărie și îi arată o fotografie veche cu ea. Fata din fotografie este identică cu fata pe care Helen a întâlnit-o pe scări.
După ce Selden părăsește apartamentul, Markie reapare. Aceasta îi spune că ea este Helen și că rolul său este să-i reamintească de noaptea în care mama sa a fost ucisă. La îndemnul copilei, Helen începe să-și amintească de evenimentele petrecute în copilărie, însă Selden revine în apartament și mărturisește că el este criminalul. Îi spune acesteia că era pe cale să o ucidă și pe ea în acea noapte, dar țipetele sale au atras atenția unor persoane. Acesta menționează că „a ținut-o sub observație” deoarece știa că într-o zi își va reaminti detalii despre noaptea crimei. Helen reușește să fugă pe holul scării și, după o scurtă luptă, îl împinge pe scări, iar acesta își pierde viața în urma căzăturii.
După o conversație cu poliția, se întoarce în apartamentul său și aude vocea unei fete care cântă aceeași melodie ca Markie. Din fericire, este doar o fată obișnuită pe care nu o recunoaște. Helen îi spune fetei că are un zâmbet minunat... și o sfătuiește să nu-l piardă.

### Concluzie
| “ | Domnișoara Helen Foley, care a trăit în noapte și se va trezi la revărsatul zorilor. Domnișoara Helen Foley, care a îndepărtat un petic negru de pe tapiseria vieții sale și l-a curățat - apoi s-a îndepărtat câțiva pași și a aruncat o privire spre Zona crepusculară. | ” |

## Distribuție
- Janice Rule - Helen Foley
- Terry Burnham - Markie[2]
- Shepperd Strudwick - Peter Selden
- Michael Fox - doctorul
- Suzanne Cupito (Morgan Brittany) - fetița (necreditat)[3]
- Joseph V. Perry - ofițer de poliție